# Василий Мелешко
Василий Андреевич Мелешко (на украински: Васил Андрійович Мелешко); 28 април 1917 г., – Нижни Сиргози; 1975 г., Минск) – съветски войник, колаборационист, военен престъпник, участвал в масовото убийство на жителите на село Хатин и последвалото му изгаряне.

## Биография

### Преди войната
Василий Мелешко е роден през 1917 г. в село Нижни Сирогози в Украйна. Получава общообразователно образование, след което завършва селскостопански техникум със специалност агроном. От 1938 г. – в Червената армия. През 1940 г. завършва курсове в Киевското пехотно училище и получава чин младши лейтенант. В Комсомола е от 1939 г.

### Пленничество
До началото на германското нахлуване в СССР той заема длъжността командир на картечен взвод в 140-ти отделен картечен батальон. Батальонът е разположен в Струмиловския укрепен район на така наречената „Линия Молотов“. Мелешко е заловен в първия ден на войната, 22 юни 1941 г., близо до село Пархачи, когато след масирани вражески атаки на позициите на Червената армия неговият батальон е обкръжен. Заличен е от списъците на армията през септември 1941 г. като безследно изчезнал.
Той е бил в концентрационния лагер за пленени съветски офицери „Хамелбург“ (Oflag-XIII D). Доброволно влиза в сътрудничество с германците. През есента на 1942 г., след специално обучение в Германия, той е прехвърлен в Киев, за да служи в окупационни части. Той се присъединява към 118-ти батальон, който, заедно със 115-ти батальон Шуцманшафт, германското командване формира от бивши съветски военнопленници и украински националисти, за да изпълнява полицейски и наказателни функции. Сред членовете на тези части има и украинци, участвали в екзекуциите в Бабин Яр.
Мелешко получава чин цугфюрер на спомагателната полиция и става командир на взвод от 118-и батальон. Отначало звеното изпълнява охранителни функции на различни обекти от второстепенно значение в Киев.

### Служба в редиците на наказателните сили
През декември 1942 г. 118-ти батальон е прехвърлен на територията на окупираната Беларуска ССР за провеждане на наказателни операции срещу местните партизани. Първо, частта пристигна в Минск, а след това е изпратена в Плещеници.
От януари 1943 г. до юли 1944 г. Мелешко, като част от наказателен батальон, участва в десетки наказателни операции, включително операции „Хорнунг“, „Драуфгангер“, „Котбус“, „Херман“ и „Вандсбек“, които са част от политиката на „изгорената земя“ и по време на които стотици села в Беларус са избити, за да бъде унищожена опорната база на партизански отряди.
Първите жертви на 118-и батальон са жителите на село Хмелевичи, Логойски район, Минска област. На 6 януари 1943 г. при наказателна акция в селото са ограбени и опожарени 58 къщи. Жителите са изгонени на студа полуголи, а трима от тях са застреляни. Мелешко лично стреля с пушка в селото и дава заповед на подчинените си да стрелят. В тази и в редица други операции батальонът действа съвместно със „Зондеркомандата на доктор Дирлевангер“, разположена в областния център Логойск. Тази СС формация е създадена през 1942 г. от престъпника Оскар Дирлевангер по лична заповед на Адолф Хитлер.
През февруари 1943 г., след тежка битка с партизаните, наказателите решават да отмъстят на жителите на селата Заречие и Котели. Те убиват 16 души и изгарят 40 къщи.
От протокол за разпит № 65 от 25 април 1974 г. на редник 118-и батальон Шуцманшафт Григорий Спивак:
„Като цяло първата ни рота беше най-жестоката и лоялна към германците. Повечето, ако не всички, бяха националисти от Западна Украйна. Особено поразителен беше взводът на Мелешко“.

### Изгаряне на село Хатин
Сутринта на 22 март 1943 г. конвой от няколко коли с наказателни войски на 118-и батальон Шуцманшафт напредва от Плещеници към Логойск. На един от участъците конвоят попада в засада от партизанския отряд „Чичо Вася“ и е обстрелван. Мелешко е леко ранен в главата. Докато се опитва да скочи от колата, СС Хауптщурмфюрер Ханс Вьолке, командир на една от ротите на 118-и батальон, загива. Вьолке се състезава на Олимпийските игри в Берлин през 1936 г. и става шампион по тласкане на гюле.
Скоро след това 118-ти батальон на СС и батальонът на СС на Дирлевангер, които пристигат на помощ, обграждат село Хатин, където остават няколко партизани. Започват да обстрелват селото. Командирът на взвод Мелешко дори отблъсна един от подчинените си картечари и сам заляга зад картечницата. Влизайки в селото, наказателите го ограбват, а всички жители карат в една плевня, затварят я и я запалват. Подобно на други командири, Мелешко е в непосредствена близост до плевнята и заедно с подчинените си стрелят от картечница по горящата плевня и хората, които се опитват да избягат от нея. Всички къщи на село Хатин също са опожарени. Убити са 149 цивилни.

### По-нататъшни дейности по време на войната
През май 1943 г. Мелешко участва в опожаряването на друго село. Жителите на село Осови, област Докшици, Витебска област, след като научават за подхода на полицията, се крият в гората. Но те са открити, събрани в една плевня в покрайнините, заключени, подпалени и е открит огън по горящите хора. Убити са 78 селяни. По време на операция „Котбус“ е извършено клане срещу жителите на село Вилейка и околностите му. След това батальонът изгаря селата Маковие и Уборок, убивайки всички жители. А в село Каминская слобода са разстреляни 50 евреи.
По време на офанзивата на Червената армия през 1944 г. 118-ти батальон се оттегля с окупационните сили в Източна Прусия. Заедно със 115-ти батальон на Шуцманшафт, той е включен в 30-та Вафен-гренадирска СС дивизия и е изпратен на запад, за да се бие срещу френските партизани. По това време Мелешко се е издигнал до чин унтерщурмфюрер.
Виждайки неизбежността на поражението на Третия райх, бойците на дивизията решават да преминат на страната на партизаните. Мелешко става един от инициаторите на прехода. Бившите наказателни сили формират 2-ри украински батальон на името на Тарас Шевченко, който по-късно е включен във Френския чуждестранен легион. Именно като част от тази формация Василий Мелешко отива в Северна Африка. По-късно той казва:
„Когато постъпвах на служба в чуждестранния легион, нямах намерение да се връщам в Съветския съюз, въпреки че нямах конкретни планове за бъдещето. Но службата в легиона, правилата в чужда армия с процъфтяващо нападение ме накараха да преразгледам възгледите си. Вярвах, че преминаването на страната на френските партизани до известна степен ще смекчи вината ми, ако стане известно за службата ми в 118-и полицейски батальон. Самият аз нямах намерение да говоря за службата си при немците“.

### След войната
При завръщането си в родината Мелешко успява да скрие истината за миналото си. Той преминава успешно всички проверки и е възстановен в звание. През декември 1945 г. е заведен в запаса. Той се отдалечава от родното си място и се установява в село Ново-Деркулски, Западноказахстанска област, започва работа по предвоенната си специалност – агроном, и създава семейство.
Мелешко решава да се премести при роднините на жена си в Ростовска област, но по пътя е арестуван. По време на разпита той признава, че е сътрудничил на окупаторите, но не казва, че е служил в 118-и полицейски батальон, наричайки батальона на Украинската освободителна армия място на служба. Той заявява, че докато е бил в Беларус, е охранявал железопътните комуникации и е участвал във военни действия срещу партизаните. На 5 януари 1949 г. е осъден за колаборационизъм от военния трибунал на Московския военен окръг. Осъден на 25 години затвор и 6 години лишаване от правоспособност. Излежава присъдата си с поправителен труд във Воркута. В края на 1955 г. е амнистиран в съответствие с Указ на Президиума на Върховния съвет на СССР от 17 септември 1955 г.
Връща се към мирен живот във фермата „Киров“ в Ростовска област. Има двама сина, съпругата му Нинел Мелешко преподава немски език в местно училище. Самият Василий Мелешко става главен агроном на колхоза „Максим Горки“. В началото на 70-те години съпругата му умира.

### Изпитание
Мелешко е разобличен случайно. През 70-те години колхозът процъфтява и снимката на главния агроном се появява на страниците на регионалния вестник „Молот“. Именно от този материал той е идентифициран.
Арестуван през септември 1974 г. и изпратен в следствения арест на град Гродно. Делото се провежда в Минск. Процесът е закрит и пресата не е допусната. За участие в процеса като свидетели са привлечени оцелели жители на Хатин и околните села, както и негови бивши колеги от полицейския батальон. Подсъдимият, въпреки преките свидетелски показания, се опитва да отрече прякото си участие в престъпленията.
От показанията на подсъдимия Василий Мелешко:
„Тук се запали плевня с хора. Щатният преводач Лукович го запали. Хората в обора започнаха да крещят, молят за милост, чуха се писъци, беше ужасна картина, беше страшно за слушане. Разбили вратата от плевнята и оттам изскочил запален мъж. Тогава Кернер заповяда да се открие огън по хамбара. Виницки ми даде такава заповед и аз я предадох на моите подчинени. Всички наказатели, стоящи в кордона, започнаха да стрелят по хората, които бяха в обора, а също така стреляха от две тежки картечници, които бяха монтирани от двете страни на обора. Картечарят Лешченко стреля от единия. Подчинените ми също стреляха с пушки. Аз лично не стрелях, въпреки че имах пушка SVT , не можех да стрелям по невъоръжени, невинни хора. Всички хора, накарани в плевнята – предимно жени, старци и деца – над 100 души бяха разстреляни и изгорени“.
Трибуналът на Червенознаменния беларуски военен окръг осъжда Мелешко на смъртно наказание – смъртна присъда. Президиумът на Върховния съвет на СССР, поради изключителната тежест на престъпленията, извършени от Мелешко, отхвърля молбата му за помилване. Василий Мелешко е разстрелян през 1975 г.

### Последици
Материалите от процеса срещу Мелешко помагат да се издири друг военен престъпник – Григорий Васюра, началник-щабът на батальона, ръководил клането в Хатин. Той е разобличен през 1986 г. и разстрелян през 1987 г. В показанията си Васюра характеризира своя подчинен по следния начин:
„Това беше банда бандити, за които основното беше да грабят и да се напиват. Да вземем командир на взвод Мелешко – кариерен съветски офицер и истински садист, буквално полудял от миризмата на кръв... Всички бяха копелетата на гадовете. Мразех ги!“